# Nelimarkkamuseet
Nelimarkkamuseet är ett museum i Alajärvi, Södra Österbotten, öppnat år 1964 av konstnären Eero Nelimarkka. Det ligger på gården där han växte upp.
Byggnaden ritades av Hilding Ekelund.

## Bildgalleri

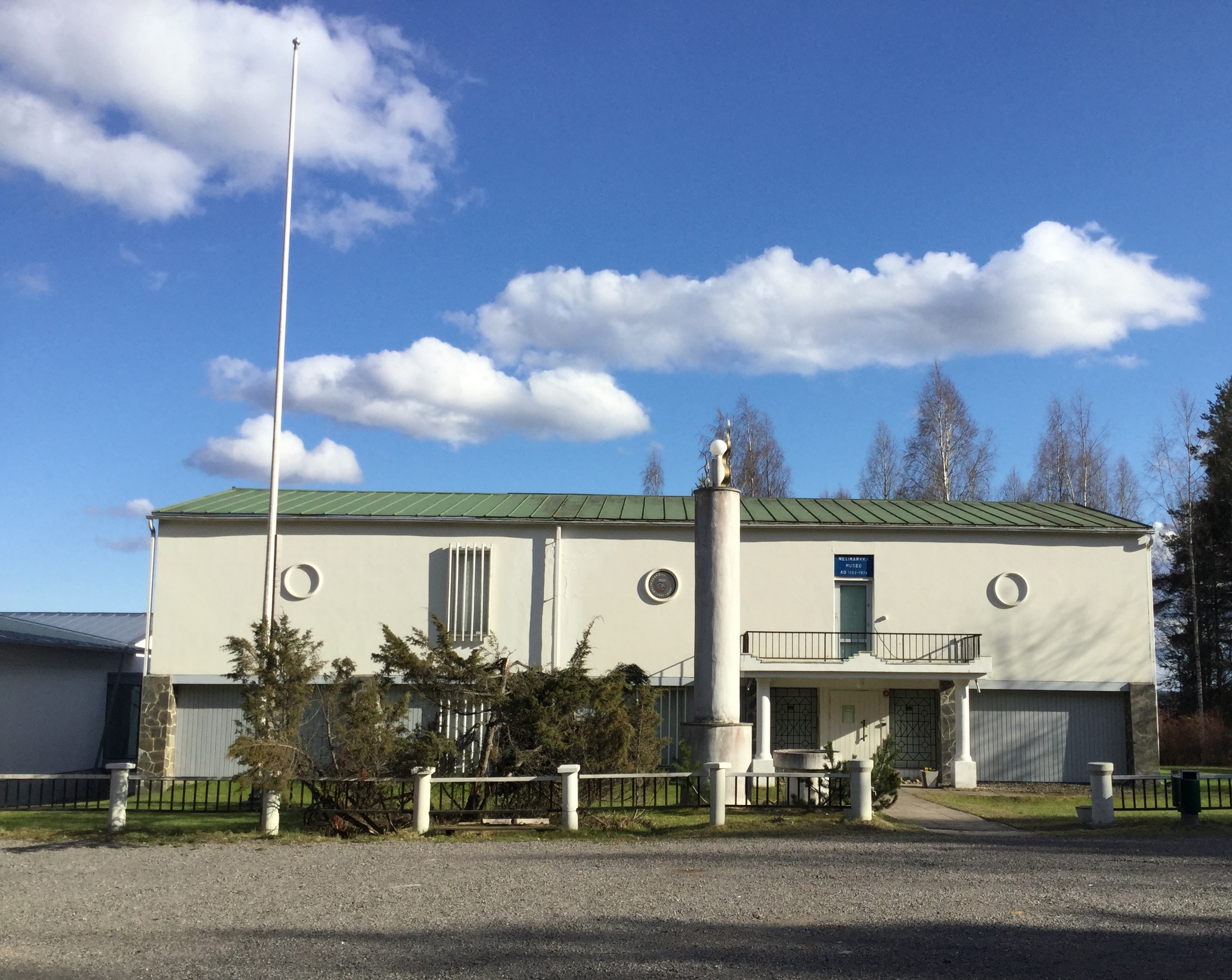
Nelimarkkamuseet
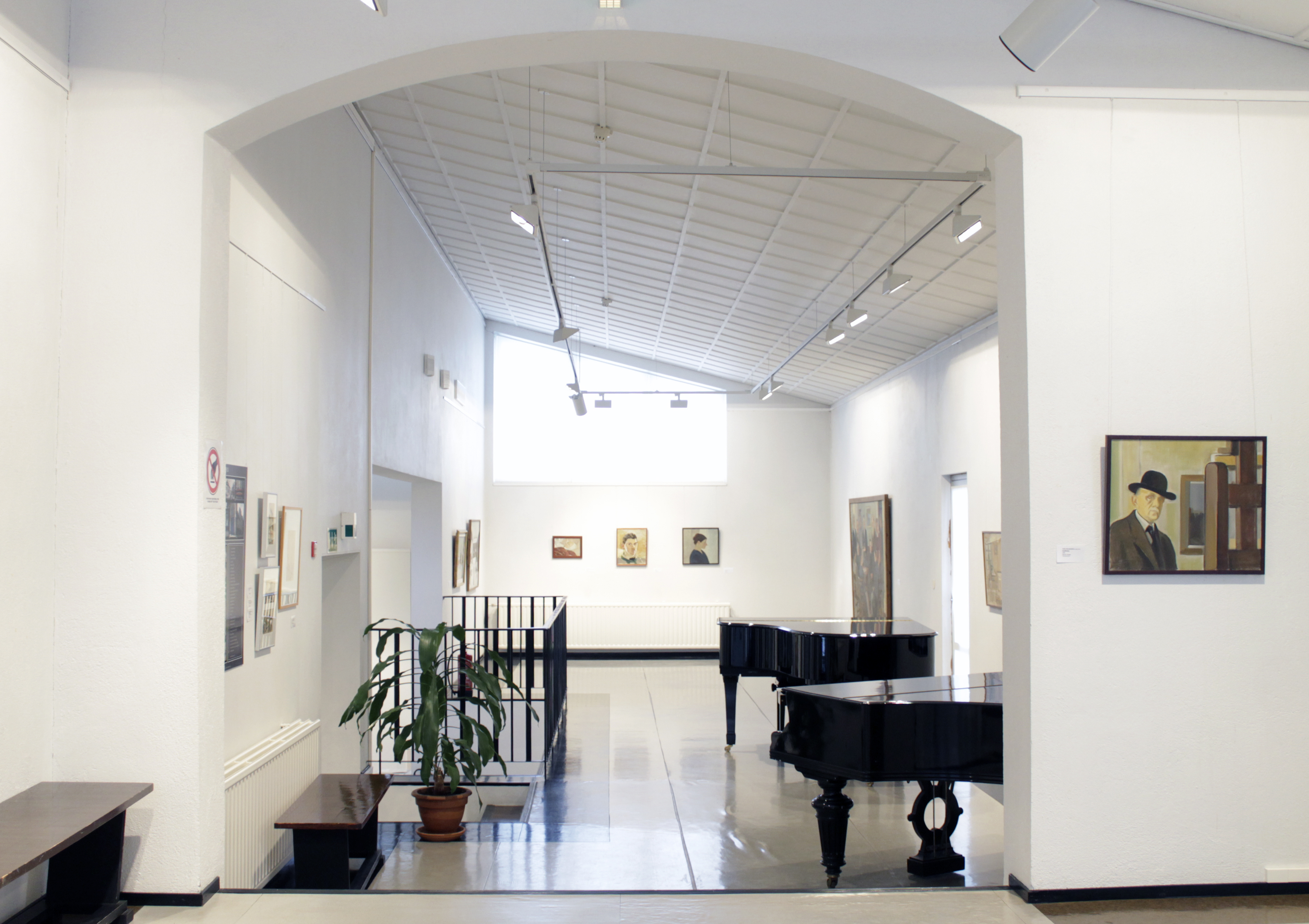
Interiör